# Flames de Calgary
Les Flames de Calgary sont une franchise canadienne professionnelle de hockey sur glace de la Ligue nationale de hockey (LNH). L'équipe est basée à Calgary dans l'Alberta et joue ses matchs à domicile dans la salle du Scotiabank Saddledome depuis 1983 après avoir joué ses trois premières saisons au Stampede Corral. Ils jouent dans la division Pacifique de l'association de l'Ouest et se partage l'Alberta avec une autre franchise de la LNH, les Oilers d'Edmonton, ce qui crée une rivalité particulière.
Fondés en 1972, les Flames portent tout d'abord le nom de Flames d'Atlanta, ville où l'équipe est située, avant leur déménagement à Calgary en 1980. C'est alors la troisième équipe professionnelle de hockey sur glace qui s'installe à Calgary, après les Tigers de Calgary (1921-1927) et les Cowboys de Calgary (1975-1977).
Les Flames ont remporté leur unique Coupe Stanley à l'issue de la saison 1988-1989. En 2020, ils ont également remporté sept fois la première place de leur division et deux fois le Trophée des présidents qui récompense l'équipe ayant le plus de points de la saison régulière.
Hors de la glace, Calgary Sports and Entertainment, propriétaire des Flames, possède également une franchise de la Ligue de hockey de l'Ouest (les Hitmen de Calgary), une franchise de la National Lacrosse League (les Roughnecks de Calgary) et une franchise de la Ligue canadienne de football (les Stampeders de Calgary). Avec l'aide de la Flames Foundation, l'équipe a fait don de plus de 32 millions de dollars canadiens à des œuvres de charité du sud de l'Alberta depuis l'arrivée de la franchise.

## Histoire de la franchise

### Flames d'Atlanta

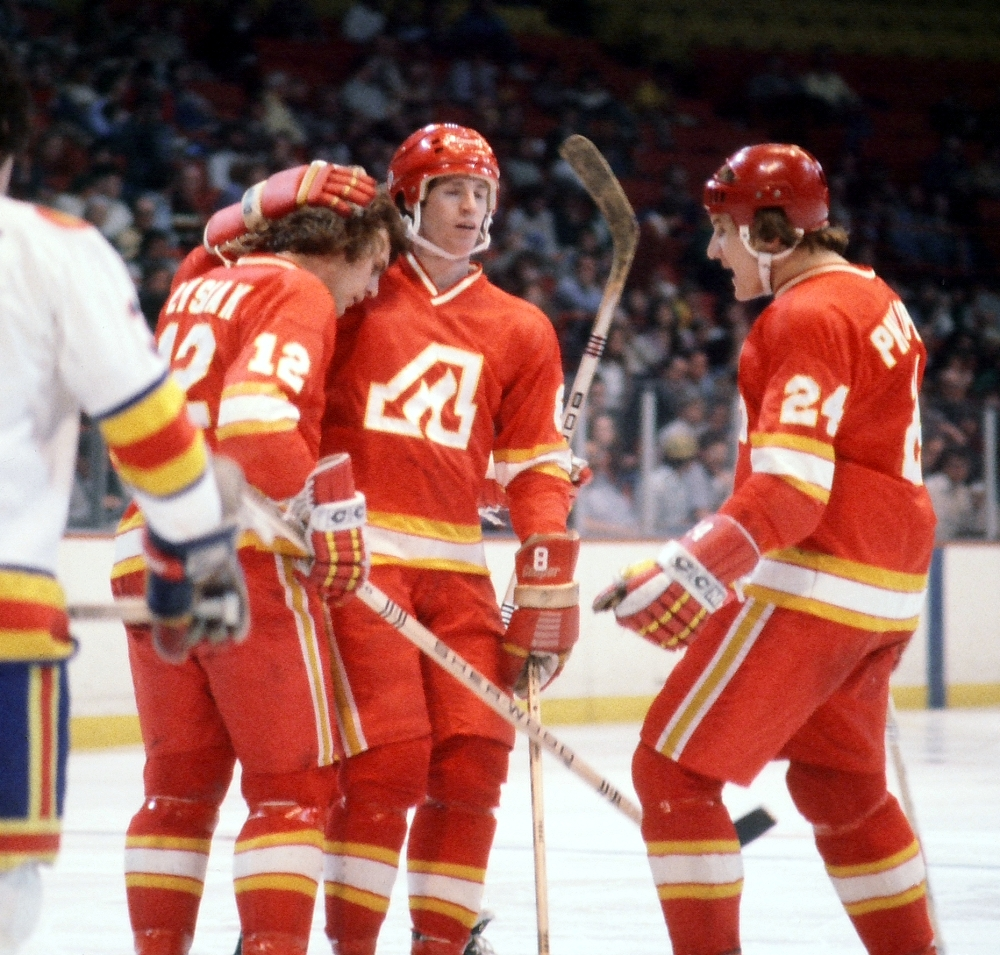
Les Flames d'Atlanta.

L'histoire de la franchise débute en 1971 dans la Ligue nationale de hockey alors que celle-ci accorde à la ville d'Atlanta les droits d'implanter une concession, la première dans le sud-est des États-Unis. L'équipe prend le nom de Flames pour commémorer les flammes qui détruisirent complètement Atlanta en septembre 1864 lorsque le nordiste William Tecumseh Sherman prit la ville aux mains des sudistes. Le club évolue dans la LNH de 1973 à 1980 avant d'être vendu et transféré à Calgary dans la province de l'Alberta.

### Flames de Calgary
Le 21 mai 1980, l'homme d'affaires Nelson Skalbania et un groupe d'entrepreneurs de la province de l'Alberta, au Canada, composé des frères Byron J. et Daryl K. Seaman, de Harley N. Hotchkiss, Norm Green, Ralph Scurfield et Norman Kwong annoncent l'achat des Flames d'Atlanta et leur intention de les relocaliser en Alberta. L'équipe fait ses débuts la saison suivante sur la glace du Stampede Corral à Calgary en conservant le nom originel du club.
Dès la saison 1980-1981, les Flames s'imposent dans la ligue sous la gouverne de l'entraîneur Al MacNeil, compilant une fiche de 39 victoires, 27 défaites et 14 parties nulles. Ainsi la ville de Calgary voit l'équipe atteindre les séries éliminatoires dès leur première saison. Le 11 avril 1981, les Flames remportent la victoire en prolongation sur la marque de 5 à 4 et éliminent les Black Hawks de Chicago en trois rencontres. Ils battent également les Flyers de Philadelphie, ceux-ci en 7 rencontres, avant de s'incliner 4 matchs à 2 face aux North Stars du Minnesota.
En août 1981, Skalbania se dissocie des Flames en vendant ses parts de l'équipe aux six autres actionnaires. Sur la glace, l'équipe connaît quelques difficultés, mais grâce à l'arrivée de Mel Bridgman et de Lanny McDonald lors d'une transaction en cours de saison, l'équipe parvient à atteindre les séries pour une deuxième année consécutive. Ils s'inclinent cependant au premier tour face aux Canucks de Vancouver sur le score de trois rencontres à zéro. À la suite des performances de l'équipe, l'entraîneur MacNeil se voit remercier de ses services et est remplacé par Bob Johnson.
Lors de leur quatrième saison, en 1983-1984, les Flames se voient attribuer un nouvel amphithéâtre et quittent ainsi le vétuste Stampede Corral en octobre pour le Saddledome.
Les Flames remportent leur premier titre de conférence en 1985-1986 et avec l'apport de joueurs comme McDonald, Dan Quinn, Gary Suter, Al MacInnis, Håkan Loob et Réjean Lemelin et Mike Vernon devant le filet. L'équipe accède pour la première fois de son histoire à la finale de la coupe Stanley au printemps 1986 et affrontent les Canadiens de Montréal. Ils remportent le premier match entre les deux équipes sur la marque de 5 à 2 devant leur partisans mais butent ensuite sur la jeune recrue Patrick Roy qui ne leur accorde que 8 buts lors des quatre rencontres suivantes permettant ainsi aux Canadiens de remporter le trophée.
En 1987, après s'être inclinés au premier tour des séries face aux Jets de Winnipeg, les Flames décident de remplacer l'entraîneur Johnson par Terry Crisp. Son arrivée derrière le banc de la formation de l'Alberta a un impact positif pour le club qui reçoit en 1987-1988 le Trophée des présidents remis à l'équipe terminant à la première place du classement général. L'équipe maintient une fiche de 48 victoires, 23 défaites et 9 matchs nuls, Loob et Mike Bullard terminent la saison avec une récolte de plus de 100 points chacun. En séries, après avoir vaincu les Kings de Los Angeles en cinq rencontres, ils sont battus 4 à 0 par leurs rivaux de l'Alberta, les Oilers d'Edmonton, futurs champions de la Coupe.

### La Coupe à Calgary
En 1988-1989, les Flames connurent la meilleure saison de leur histoire, remportant 54 des 80 rencontres qu'ils disputèrent en saison régulière, ce qui leur permit de mettre la main sur leur deuxième Trophée des présidents avec une récolte de 117 points, deux de plus que Montréal qui finit deuxième au classement général. De plus, Joe Mullen finit premier marqueur de l'équipe avec un total de 110 points. Avec Joe Nieuwendyk, ils obtinrent 51 buts chacun.
Les Flames se mesurèrent au premier tour des séries aux Canucks de Vancouver. Dès le premier match les Canucks montrèrent un style de jeu agressif et prirent le dessus sur les Flames en marquant rapidement en prolongation pour donner les devants à la formation de la Colombie-Britannique un à zéro dans la série. Calgary retrouva l'ardeur de sa saison régulière et ainsi put disposer des Canucks 5 à 2 lors du deuxième match et le gardien Mike Vernon fit taire l'attaque de Vancouver lors de la troisième rencontre (les Flames gagnèrent cette partie quatre à zéro). La série se rendit à la limite, soit en prolongation lors du septième match. Les Flames marquèrent avec 39 secondes restantes en première prolongation, ce qui leur donna la victoire par la marque de quatre à trois et ainsi ils éliminaient les Canucks de Vancouver pour accéder au deuxième tour contre les Kings de Los Angeles qui eux, avaient battu les redoutables Oilers d'Edmonton.
Confiants, à la suite de leur victoire contre Vancouver, les Flames ne firent qu'une bouchée des Kings et se permirent même lors de la deuxième rencontre de la série d'inscrire 8 buts. Il ne fallut que quatre matchs à la troupe de Terry Crisp pour défaire les Kings et ainsi accéder à la finale de conférence contre les Blackhawks de Chicago et leur dangereux attaquants Steve Larmer et Denis Savard.
Les Hawks se buttèrent à une solide défensive de la part des Flames, avec un Al MacInnis au meilleur de sa forme et un Mike Vernon qui resta de marbre face à l'attaque de Chicago, ajouté au brio offensif de Doug Gilmour et Joe Mullen. Calgary remporta le premier match 3 à 0. Cette série se termina par une victoire de quatre rencontres contre une en faveur des Flames qui accèdent alors, et ce pour la deuxième fois de leur histoire, à la finale de la coupe Stanley.

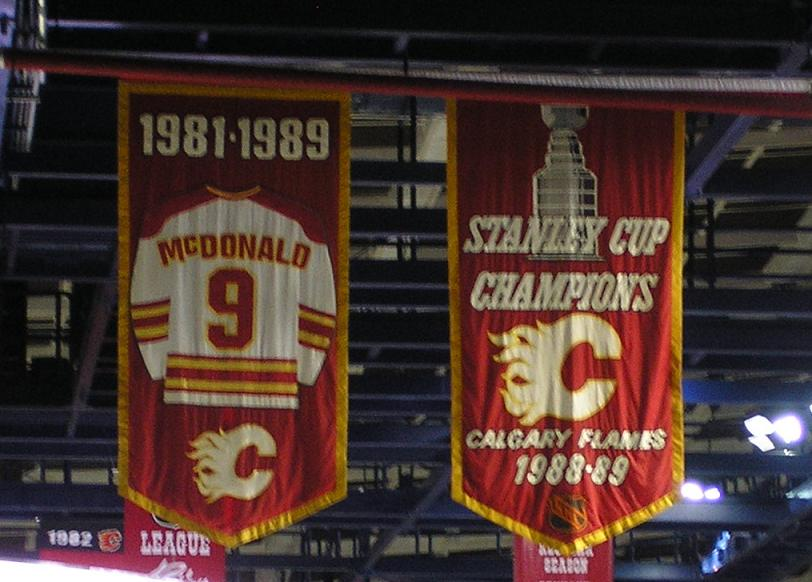
La bannière de la coupe Stanley.

Encore une fois, ils ont à faire face aux Canadiens de Montréal en finale. Les deux premiers matchs de la série sont disputés à Calgary et les deux équipes s'y partagent les honneurs, les Flames gagnant la première rencontre par la marque de 3 à 2 alors que la seconde se termine au compte de 4 à 2 pour les Canadiens. La série se transporte ensuite pour les matchs 3 et 4 à Montréal où la troupe de Pat Burns réussit d'abord à prendre les devants dans la série 2 à 1 avec un but en prolongation lors du troisième match, mais les Flames reviennent égaler la série lors du quatrième en déjouant à quatre reprises le gardien Patrick Roy alors que son vis-à-vis, Vernon, n'accorde que deux buts. Les matchs numéros 5 et 6 seront l'affaire des Flames et ainsi, sur la glace du Forum de Montréal, les Flames de Calgary célèbrent le premier triomphe de leur histoire. Al MacInnis se voit également remettre le trophée Conn-Smythe remis au meilleur joueur des séries.

### Les années 1990
Le 15 juin 1990, l'actionnaire Norm Green se défait de ses parts avec l'équipe et devint le propriétaire des North Stars du Minnesota. Encore fiers de leur Coupe Stanley, les Flames ne se réjouissent guère longtemps lors de la saison suivante. Bien qu'ayant parmi eux celui qui remportera le trophée Calder remis à la meilleure recrue de la ligue, Sergueï Makarov, et malgré la seconde place au classement général, Calgary s'incline dès le premier tour des séries quatre matchs contre deux face aux Kings. Leur misérable performance en série couta le poste de l'entraîneur Crisp qui fut remplacé par Doug Risebrough la saison suivante.
Lors de la saison 1991-1992, les Flames connurent un mauvais départ, ce qui les amena à réaliser un remaniement au niveau de l'équipe. Ils procédèrent d'abord à une transaction, après 38 matchs joués, avec les Maple Leafs de Toronto où ils cédèrent notamment Doug Gilmour, les défenseurs Jamie Macoun et Éric Natress ainsi que le gardien de but Rick Wamsley en retour de Michel Petit, Gary Leeman, Craig Berube, Oleksandr Hodyniouk et du gardien de but Jeff Reese. Malgré cet échange, les performances de l'équipe n'étaient guère meilleures et ainsi, après 68 rencontres, Doug Risebrough fut congédié et remplacé par Guy Charron derrière le banc de l'équipe. Le mal était déjà fait malheureusement et pour la première fois depuis leur arrivée à Calgary 12 ans auparavant, les Flames ne participèrent pas aux séries.
Dave King s'amena à la barre de l'équipe la saison suivante et l'équipe remonta quelque peu au classement terminant deuxième dans la division Smythe derrière Vancouver. Ils accédèrent à nouveau aux séries éliminatoires mais firent face aux Kings avec un Wayne Gretzky confiant d'aller loin en séries. Les Flames s'inclinèrent en six rencontres devant l'équipe qui accèdera à la finale de la coupe Stanley cette saison-là.
N'ayant pas été capable de dépasser la première ronde des séries depuis son arrivée, les Flames congédient Dave King à l'été 1995 et nommèrent Pierre Pagé à titre d'entraîneur-chef du club. L'équipe termina deuxième derrière l'Avalanche du Colorado avec une fiche de 34 victoires, 37 défaites et 11 matchs nuls. Le meilleur joueur de l'équipe cette saison-là fut Theoren Fleury avec une récolte de 96 points, soit 29 points de plus que le deuxième meilleur marqueur du club, German Titov, qui en récolta 67.
La saison 1996-1997 fut encore pire, alors que Fleury fut à nouveau le meilleur du club. Il n'amasse cependant que 67 points et l'équipe termine en cinquième position dans la division pacifique et ne put participer aux séries. Ce résultat coûta son poste à l'entraîneur Pagé qui fut remercié au terme de la saison et remplacé par Brian Sutter. La mauvaise passe continua malgré les changements apportés à l'équipe et durant les trois saisons de règne de Sutter à la barre des Flames, ces derniers ne purent accéder aux séries.

### Retour en force
De 2000 à 2003, l'équipe continue sur la même lancée et ce bien qu'elle change d'entraîneur. Don Hay et Greg Gilbert se partagent le poste derrière le banc des Flames en 2000-2001, mais l'équipe ne peut faire mieux qu'une quatrième place dans la division Nord-Ouest et se retrouve boutée hors des séries pour une cinquième saison consécutive.

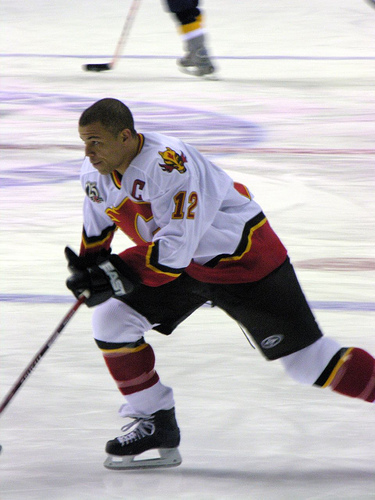
Jarome Iginla, meilleur pointeur de l'histoire des Flames

Gilbert est en poste jusqu'à la saison 2002-2003, étant incapable de mener les Flames en série, il est congédié pour être remplacé par Darryl Sutter. L'impact Sutter se fait sentir dès la saison suivante, Calgary procédant à certains changements bénéfiques pour l'équipe, dont l'acquisition du gardien Miikka Kiprusoff en provenance des Sharks de San José. Après sept saisons sans séries, les Flames peuvent enfin satisfaire leurs partisans et accèdent aux séries éliminatoires en affrontant en première ronde les Canucks.
Ils passent alors en prolongation du septième match contre Vancouver pour atteindre le deuxième tour, où ils disposent des Red Wings de Détroit en six rencontres. En finale de conférence, ils rencontrent les Sharks, qu'ils éliminent également en six matchs et se rendent en finale de la coupe Stanley pour la troisième fois de leur histoire. Néanmoins, ils s'inclinent face au Lightning de Tampa Bay en sept parties.
En 2005-2006, les Flames conservent une fiche de 45 victoires et 27 défaites. Durant la  saison 2003-2004, le capitaine du club Jarome Iginla remporte le trophée Maurice-Richard remis au meilleur buteur de la ligue, à égalité avec Richard Nash des Blue Jackets de Columbus et Ilia Kovaltchouk des Thrashers d'Atlanta et le gardien Kiprusoff remporta les trophées Vézina et William-M.-Jennings.
Les Flames ont James Playfair (en) pour entraîneur lors de la saison 2006-2007 avant de nommer à l'été 2007 Michael Keenan à ce poste. L'incapacité de Keenan à faire passer les Flames plus loin que la première ronde des séries signifie la fin pour lui alors que Darryl Sutter le met à la porte le 25 mai 2009.

## Identité de l'équipe

### Logos

Logo de 1994 à 2020
Logo actuel

## Les joueurs

### Effectif actuel
| No    | Nom                    | Nat. | Position      | Arrivée                          | Salaire        |
| ----- | ---------------------- | ---- | ------------- | -------------------------------- | -------------- |
| +025, | Jacob Markström        |      | Gardien       | 2020 - Agent libre               | +06 000 000, $ |
| +080, | Daniel Vladař          |      | Gardien       | 2021 - Bruins de Boston          | +00750 000, $  |
| +003, | Connor Mackey          |      | Défenseur     | 2020 - Agent libre               | +00912 500, $  |
| +004, | Rasmus Andersson       |      | Défenseur     | 2015 - Repêchage                 | +04 550 000, $ |
| +008, | Christopher Tanev – A  |      | Défenseur     | 2020 - Agent libre               | +04 500 000, $ |
| +016, | Nikita Zadorov         |      | Défenseur     | 2021 - Blackhawks de Chicago     | +03 750 000, $ |
| +026, | Michael Stone          |      | Défenseur     | 2019 - Agent libre               | +00750 000, $  |
| +052, | MacKenzie Weegar       |      | Défenseur     | 2022 - Panthers de la Floride    | +03 250 000, $ |
| +055, | Noah Hanifin           |      | Défenseur     | 2018 - Hurricanes de la Caroline | +04 950 000, $ |
| +058, | Oliver Kylington       |      | Défenseur     | 2015 - Repêchage                 | +02 500 000, $ |
| +010, | Jonathan Huberdeau – A |      | Ailier gauche | 2022 - Panthers de la Floride    | +05 900 000, $ |
| +011, | Mikael Backlund – A    |      | Centre        | 2007 - Repêchage                 | +05 350 000, $ |
| +017, | Milan Lucic            |      | Ailier gauche | 2019 - Oilers d'Edmonton         | +05 250 000, $ |
| +020, | Blake Coleman          |      | Centre        | 2021 - Agent libre               | +04 900 000, $ |
| +021, | Kevin Rooney           |      | Centre        | 2022 - Agent libre               | +01 300 000, $ |
| +022, | Trevor Lewis           |      | Centre        | 2021 - Agent libre               | +00800 000, $  |
| +024, | Brett Ritchie          |      | Ailier droit  | 2021 - Agent libre               | +00750 000, $  |
| +028, | Elias Lindholm – A     |      | Centre        | 2018 - Hurricanes de la Caroline | +04 850 000, $ |
| +029, | Dillon Dubé            |      | Centre        | 2019 - Repêchage                 | +02 300 000, $ |
| +063, | Adam Růžička           |      | Centre        | 2017 - Repêchage                 | +00762 500, $  |
| +073, | Tyler Toffoli          |      | Ailier droit  | 2022 - Canadiens de Montréal     | +04 250 000, $ |
| +088, | Andrew Mangiapane      |      | Ailier gauche | 2015 - Repêchage                 | +05 800 000, $ |
| +091, | Nazem Kadri            |      | Centre        | 2022 - Agent libre               | +07 000 000, $ |

### Au temple de la renommée[15]
- Grant Fuhr (2003)
- Doug Gilmour (2011)
- Phil Housley (2015)
- Brett Hull (2009)
- Lanny McDonald (1992)
- Joe Mullen (2000)
- Al MacInnis (2007)
- Joe Nieuwendyk (2011)
- Cliff Fletcher (2004) - Bâtisseur
- Harley Hotchkiss (2006) - Bâtisseur
- Peter Maher (2006) -  Journaliste

### Capitaines
Voici la liste des capitaines des Flames de Calgary
| Période     | Nom du ou des joueurs                                 |
| ----------- | ----------------------------------------------------- |
| 1980-1981   | Bradley Marsh                                         |
| 1981-1983   | Phillip Russell                                       |
| 1983-1984   | Douglas Risebrough et Lanny McDonald                  |
| 1984-1987   | Douglas Risebrough, Lanny McDonald et James Peplinski |
| 1987-1988   | Lanny McDonald et James Peplinski                     |
| 1988-1989   | Lanny McDonald, James Peplinski et Timothy Hunter     |
| 1989-1990   | Brad McCrimmon                                        |
| 1990-1991   | divers capitaines en alternance                       |
| 1991-1995   | Joseph Nieuwendyk                                     |
| 1995-1997   | Theoren Fleury                                        |
| 1997-1999   | Todd Simpson                                          |
| 1999-2000   | Stephen Smith                                         |
| 2000-2001   | Stephen Smith et David Lowry                          |
| 2001-2002   | David Lowry, Robert Boughner et Craig Conroy          |
| 2002-2003   | Robert Boughner et Craig Conroy                       |
| 2003-2013   | Jarome Iginla                                         |
| 2013-2021   | Mark Giordano                                         |
| Depuis 2023 | Mikael Backlund                                       |

## Dirigeants

### Entraîneurs-chefs
| No | Nom                 | Engagement       | Départ           | Saison régulière | Saison régulière | Saison régulière | Saison régulière | Saison régulière | Saison régulière | Saison régulière | Séries éliminatoires | Séries éliminatoires | Séries éliminatoires | Séries éliminatoires | Remarques                       |
| No | Nom                 | Engagement       | Départ           | PJ               | V                | D                | N                | DP               | P                | % V              | PJ                   | V                    | D                    | % V                  | Remarques                       |
| -- | ------------------- | ---------------- | ---------------- | ---------------- | ---------------- | ---------------- | ---------------- | ---------------- | ---------------- | ---------------- | -------------------- | -------------------- | -------------------- | -------------------- | ------------------------------- |
| 1  | Allister MacNeil    | 7 juin 1979*     | 31 mai 1982      | 160              | 68               | 61               | 31               | -                | 167              | 52,2             | 19                   | 9                    | 10                   | 47,4                 |                                 |
| 2  | Robert Johnson      | 2 juin 1982      | 1987             | 400              | 193              | 155              | 52               | -                | 438              | 54,8             | 52                   | 25                   | 27                   | 48,1                 | Finale de la Coupe Stanley 1986 |
| 3  | Terrance Crisp (en) | 1987             | 7 mai 1990       | 240              | 144              | 63               | 33               | -                | 321              | 66,9             | 37                   | 22                   | 15                   | 59,5                 | Coupe Stanley 1989              |
| 4  | Douglas Risebrough  | 18 mai 1990      | 1992             | 144              | 71               | 56               | 17               | -                | 159              | 55,2             | 7                    | 3                    | 4                    | 42,9                 |                                 |
| 5  | Guy Charron         | 1992             | 1992             | 16               | 6                | 7                | 3                | -                | 15               | 46,9             | -                    | -                    | -                    | -                    |                                 |
| 6  | David King          | 23 mai 1992      | 30 mai 1995      | 216              | 109              | 76               | 31               | -                | 249              | 57,6             | 20                   | 8                    | 12                   | 40                   |                                 |
| 7  | Pierre Pagé         | 17 juillet 1995  | 19 juin 1997     | 164              | 66               | 78               | 20               | -                | 152              | 46,3             | 4                    | 0                    | 4                    | 0                    |                                 |
| 8  | Brian Sutter        | 3 juillet 1997   | 12 avril 2000    | 246              | 87               | 117              | 37               | 5                | 216              | 43,9             | -                    | -                    | -                    | -                    |                                 |
| 9  | Don Hay (en)        | 1er août 2000    | 14 mars 2001     | 68               | 23               | 28               | 13               | 4                | 63               | 46,3             | -                    | -                    | -                    | -                    |                                 |
| 10 | Gregory Gilbert     | 14 mars 2001     | 3 décembre 2002  | 121              | 42               | 56               | 17               | 6                | 107              | 44,2             | -                    | -                    | -                    | -                    |                                 |
| 11 | Allister MacNeil    | 10 décembre 2002 | décembre 2002    | 11               | 4                | 5                | 2                | 0                | 10               | 45,5             | -                    | -                    | -                    | -                    |                                 |
| 12 | Darryl Sutter       | 28 décembre 2002 | 12 juillet 2006  | 210              | 107              | 73               | 15               | 15               | 244              | 58,1             | 33                   | 18                   | 15                   | 54,5                 | Finale de la Coupe Stanley 2004 |
| 13 | James Playfair (en) | 12 juillet 2006  | 14 juin 2007     | 82               | 43               | 29               | -                | 10               | 96               | 52,4             | 6                    | 2                    | 4                    | 33,3                 |                                 |
| 14 | Michael Keenan      | 14 juin 2007     | 22 mai 2009      | 164              | 88               | 60               | -                | 16               | 192              | 58,5             | 13                   | 5                    | 8                    | 38,5                 |                                 |
| 15 | Brent Sutter        | 23 juin 2009     | 12 avril 2012    | 246              | 118              | 90               | -                | 38               | 274              | 55,7             | -                    | -                    | -                    | -                    |                                 |
| 16 | Robert Hartley      | 31 mai 2012      | 3 mai 2016       | 294              | 134              | 135              | -                | 25               | 293              | 49,8             | 11                   | 5                    | 6                    | 45,4                 | Trophée Jack-Adams en 2014-2015 |
| 17 | Glen Gulutzan (en)  | 17 juin 2016     | 17 avril 2018    | 164              | 82               | 68               | -                | 14               | 178              | 54,3             | 4                    | 0                    | 4                    | 0                    |                                 |
| 18 | William Peters      | 23 avril 2018    | 29 novembre 2019 | 110              | 62               | 37               | -                | 11               | 135              | 61,4             | 5                    | 1                    | 4                    | 20                   |                                 |
| 19 | Geoff Ward          | 29 novembre 2019 | 5 mars 2021      | 66               | 35               | 26               | -                | 5                | 75               | 56,8             | 10                   | 5                    | 5                    | 50                   |                                 |
| 20 | Darryl Sutter       | 5 mars 2021      | 1er mai 2023     | 194              | 103              | 63               | -                | 28               | 234              | 60,3             | 12                   | 5                    | 7                    | 41,7                 | Trophée Jack-Adams en 2021-2022 |
| 21 | Ryan Huska (en)     | 12 juin 2023     |                  |                  |                  |                  | -                |                  |                  |                  |                      |                      |                      |                      |                                 |

* Déjà en poste avec les Flames d'Atlanta

### Directeurs généraux
| No | Nom                      | Engagement       | Départ           | Remarques                                          |
| -- | ------------------------ | ---------------- | ---------------- | -------------------------------------------------- |
| 1  | Clifford Fletcher (en)   | 12 janvier 1972* | 16 mai 1991      | Finale de la Coupe Stanley 1986 Coupe Stanley 1989 |
| 2  | Douglas Risebrough       | 16 mai 1991      | 3 novembre 1995  |                                                    |
| 3  | Al Coates (en)           | 3 novembre 1995  | 11 avril 2000    |                                                    |
| 4  | Craig Button (en)        | 6 juin 2000      | 11 avril 2003    |                                                    |
| 5  | Darryl Sutter            | 11 avril 2003    | 28 décembre 2010 | Finale de la Coupe Stanley 2004                    |
| 6  | Jay Feaster              | 18 décembre 2010 | 12 décembre 2013 |                                                    |
| 7  | Brian Burke (ad interim) | 12 décembre 2013 | 28 avril 2014    |                                                    |
| 8  | Brad Treliving (en)      | 28 avril 2014    | 17 avril 2023    |                                                    |
| 9  | Craig Conroy             | 23 mai 2023      |                  |                                                    |

* Déjà en poste avec les Flames d'Atlanta

## Repêchages
Cette section liste tous les joueurs ayant eu la chance d'être repêchés par les Flames depuis leurs entrée dans la LNH en 1980.

### Choix de premier tour
| Année | Joueur           | Choix        | Équipe junior                       |
| ----- | ---------------- | ------------ | ----------------------------------- |
| 1980  | Denis Cyr        | 13e au total | Juniors de Montréal (LHJMQ)         |
| 1981  | Al MacInnis      | 15e au total | Rangers de Kitchener (LHO)          |
| 1982  | Aucun            | Aucun        | Aucun                               |
| 1983  | Dan Quinn        | 13e au total | Bulls de Belleville (LHO)           |
| 1984  | Gary Roberts     | 12e au total | 67 d'Ottawa (LHO)                   |
| 1985  | Chris Biotti     | 17e au total | Belmont Hills H.S. (Massachusetts)  |
| 1986  | George Pelawa    | 16e au total | Bemidji H.S. (Minnesota)            |
| 1987  | Bryan Deasley    | 19e au total | Université du Michigan (CCHA)       |
| 1988  | Jason Muzzatti   | 21e au total | Université de Michigan State (CCHA) |
| 1989  | Aucun            | Aucun        | Aucun                               |
| 1990  | Trevor Kidd      | 11e au total | Wheat Kings de Brandon (LHOu)       |
| 1991  | Niklas Sundblad  | 19e au total | AIK Solna (Elitserien)              |
| 1992  | Cory Stillman    | 6e au total  | Spitfires de Windsor (LHO)          |
| 1993  | Jesper Mattsson  | 18e au total | Malmö IF (Elitserien)               |
| 1994  | Chris Dingman    | 19e au total | Wheat Kings de Brandon (LHOu)       |
| 1995  | Denis Gauthier   | 20e au total | Voltigeurs de Drummondville (LHJMQ) |
| 1996  | Derek Morris     | 13e au total | Pats de Regina (LHOu)               |
| 1997  | Daniel Tkaczuk   | 6e au total  | Colts de Barrie (LHO)               |
| 1998  | Rico Fata        | 6e au total  | Knights de London (LHO)             |
| 1999  | Oleg Saprykin    | 11e au total | Thunderbirds de Seattle (LHOu)      |
| 2000  | Brent Krahn      | 9e au total  | Hitmen de Calgary (LHOu)            |
| 2001  | Chuck Kobasew    | 14e au total | Boston College (HE)                 |
| 2002  | Eric Nystrom     | 10e au total | Université du Michigan (CCHA)       |
| 2003  | Dion Phaneuf     | 9e au total  | Rebels de Red Deer (LHOu)           |
| 2004  | Kris Chucko      | 24e au total | Silverbacks de Salmon Arm (LHCB)    |
| 2005  | Matt Pelech      | 26e au total | Sting de Sarnia (LHO)               |
| 2006  | Leland Irving    | 26e au total | Silvertips d'Everett (LHOu)         |
| 2007  | Mikael Backlund  | 24e au total | VIK Västerås HK (Allsvenskan)       |
| 2008  | Greg Nemisz      | 25e au total | Spitfires de Windsor (LHO)          |
| 2009  | Tim Erixon       | 23e au total | Skellefteå AIK (Suède jr.)          |
| 2010  | Aucun            | Aucun        | Aucun                               |
| 2011  | Sven Bärtschi    | 13e au total | Winterhawks de Portland (LHOu)      |
| 2012  | Mark Jankowski   | 21e au total | Collège Stanstead (MPHL)            |
| 2013  | Sean Monahan     | 6e au total  | 67 d'Ottawa (LHO)                   |
| 2013  | Émile Poirier    | 22e au total | Olympiques de Gatineau (LHJMQ)      |
| 2013  | Morgan Klimchuk  | 28e au total | Pats de Regina (LHOu)               |
| 2014  | Sam Bennett      | 4e au total  | Frontenacs de Kingston (LHO)        |
| 2015  | Aucun            | Aucun        | Aucun                               |
| 2016  | Matthew Tkachuk  | 6e au total  | Knights de London (LHO)             |
| 2017  | Juuso Välimäki   | 16e au total | Americans de Tri-City (LHOu)        |
| 2018  | Aucun            | Aucun        | Aucun                               |
| 2019  | Jakob Pelletier  | 26e au total | Wildcats de Moncton (LHJMQ)         |
| 2020  | Connor Zary      | 24e au total | Blazers de Kamloops (LHOu)          |
| 2021  | Matthew Coronato | 13e au total | Steel de Chicago (USHL)             |
| 2022  | Aucun            | Aucun        | Aucun                               |

### Meilleurs pointeurs de la franchise
Voici les dix meilleurs pointeurs de l'histoire des Flames (Atlanta et Calgary).
| Joueur         | Pos | PJ   | B   | A   | Pts  |
| -------------- | --- | ---- | --- | --- | ---- |
| Jarome Iginla  | AD  | 1219 | 525 | 570 | 1095 |
| Theoren Fleury | AD  | 791  | 364 | 466 | 830  |
| Al MacInnis    | D   | 803  | 213 | 609 | 822  |
| Joe Nieuwendyk | C   | 577  | 314 | 302 | 616  |
| Gary Suter     | D   | 617  | 128 | 437 | 565  |
| Kent Nilsson   | C   | 425  | 229 | 333 | 562  |
| Guy Chouinard  | C   | 514  | 193 | 336 | 529  |
| Gary Roberts   | AG  | 585  | 257 | 248 | 505  |
| Eric Vail      | AG  | 539  | 206 | 246 | 452  |
| Paul Reinhart  | D   | 517  | 109 | 336 | 445  |

### Records

#### Équipe
70 parties ou plus
- Le plus de points : 117, en 1988-1989
- Le plus de victoires : 54, en 1988-1989
- Le plus de matchs nuls : 19, en 1977-1978
- Le plus défaites : 41, en 1996-1997, 1997-1998 et 1999-2000
- Le plus de buts pour : 397, en 1987-1988
- Le plus de buts contre : 345, en 1981-1982
- Le moins de points : 65, en 1972-1973
- Le moins de victoires : 25, en 1972-1973
- Le moins de matchs nuls : 3, en 1986-1987
- Le moins de défaites : 17, en 1988-1989
- Le moins de buts pour : 186, en 2002-2003
- Le moins de buts contre : 176, en 2003-2004
- La plus longue série consécutive de victoires (en tout) : 10, du 14 octobre au 3 novembre 1978
- La plus longue série consécutive de victoires (à domicile) : 11, du 5 novembre au 27 décembre 2015
- La plus longue série consécutive de victoires (à l'étranger) : 7, du 10 novembre au 4 décembre 1988
- La plus longue série consécutive sans défaite (en tout) : 13, du 10 novembre au 8 décembre 1988 (12 victoires et 1 match nul)
- La plus longue série consécutive sans défaite (à domicile) : 18, du 29 décembre 1990 au 14 mars 1991 (17 victoires et un match nul)
- La plus longue série consécutive sans défaite (à l'étranger) : 9, du 20 février au 21 mars 1988 (6 victoires et 3 matchs nuls) et du 11 novembre au 16 décembre 1990 (6 victoires et 3 matchs nuls)
- La plus longue série consécutive de défaites (en tout) : 11, du 14 décembre 1985 au 7 janvier 1986
- La plus longue série consécutive de défaites (à domicile) : 9, du 27 décembre 2013 au 16 janvier 2014
- La plus longue série consécutive de défaites (à l'étranger) : 13, du 18 février au 6 avril 2013
- La plus longue série consécutive sans victoire (en tout) : 11, du 14 décembre 1985 au 7 janvier 1986 (11 défaites) et du 5 au 26 janvier 1993 (9 défaites et 2 matchs nuls)
- La plus longue série consécutive sans victoire (à domicile) : 10, du 21 octobre au 4 décembre 2000 (6 défaites et 4 matchs nuls/défaites en prolongation)
- La plus longue série consécutive sans victoire (à l'étranger) : 13, du 3 février au 29 mars 1973 (10 défaites et 3 matchs nuls) et du 18 février au 6 avril 2013 (12 défaites et 1 défaite en prolongation/fusillade)
- Plus de blanchissages (saison) : 11, en 2003-2004
- Plus de minutes de pénalités : 2 643, en 1991-1992
- Plus de buts en un match : 13, le 10 février 1993 (San José 1, Calgary 13)

#### Individuel en carrière
- Saisons : Jarome Iginla, 16
- Parties : Jarome Iginla, 1219
- Buts : Jarome Iginla, 525
- Passes : Al MacInnis, 609
- Points : Jarome Iginla, 1095 (525B, 570A)
- Minutes de pénalité : Tim Hunter, 2405
- Parties jouées par un gardien : Miikka Kiprusoff, 559
- Parties gagnées par un gardien : Miikka Kiprusoff, 299
- Blanchissages : Miikka Kiprusoff, 41
- Parties jouées consécutives : Jarome Iginla, 441 (4 octobre 2007 au 26 mars 2013)

## Trophées et récompenses
- Coupe Stanley
  - 1988-1989
- Trophée Clarence-S.-Campbell
  - 1985-1986, 1988-1989, 2003-2004
- Trophée des présidents
  - 1987-1988, 1988-1989
- Championnat de division
  - 1987-1988, 1988-1989, 1989-1990, 1993-1994, 1994-1995, 2005-2006
- Trophée Lester-B.-Pearson
  - Jarome Iginla : 2001-2002
- Trophée Art-Ross
  - Jarome Iginla : 2001-2002
- Trophée Vézina
  - Miikka Kiprusoff : 2005-2006
- Trophée Conn-Smythe
  - Al MacInnis : 1988-1989
- Trophée Maurice-Richard
  - Jarome Iginla : 2001-2002, 2003-2004 (partagé avec Ilya Kovalchuk et Rick Nash.
- Trophée William-M.-Jennings
  - Miikka Kiprusoff: 2005-2006
- Trophée Calder
  - Gary Suter : 1985-1986
  - Joe Nieuwendyk : 1987-1988
  - Sergueï Makarov: 1989-1990
- Trophée Bill-Masterton
  - Lanny McDonald : 1982-1983
  - Gary Roberts : 1995-1996
- Trophée plus-moins de la LNH
  - Brad McCrimmon : 1987-1988
  - Joe Mullen : 1988-1989
  - Theoren Fleury : 1990-1991 (partagé avec Marty McSorley des Kings de Los Angeles)
- Trophée King-Clancy
  - Lanny McDonald : 1987-1988
  - Joe Nieuwendyk : 1994-1995
  - Jarome Iginla : 2003-2004
- Trophée Lady Byng
  - Joe Mullen : 1986-1987, 1988-1989
  - Jiri Hudler : 2014-2015
  - Johnny Gaudreau : 2016-2017
- Trophée Lester-Patrick
  - Bob Johnson : 1987-1988
  - Joe Mullen : 1994-1995
- Équipe des recrues
  - Jamie Macoun : 1983-1984
  - Håkan Loob : 1983-1984
  - Gary Suter : 1985-1986
  - Joe Nieuwendyk : 1987-88
  - Sergueï Makarov : 1989-1990
  - Jarome Iginla : 1996-1997
  - Derek Morris : 1998-1999
  - Dion Phaneuf : 2005-2006
- Première équipe d'étoiles
  - Håkan Loob : 1987-1988
  - Joe Mullen : 1988-1989
  - Al MacInnis : 1989-1990, 1990-1991
  - Jarome Iginla : 2001-2002
  - Miikka Kiprusoff : 2005-2006
- Deuxième équipe d'étoiles
  - Lanny McDonald : 1982-1983
  - Gary Suter : 1987-1988
  - Brad McCrimmon : 1987-1988
  - Al MacInnis : 1988-1989
  - Mike Vernon : 1988-1989
  - Theoren Fleury : 1994-1995
  - Jarome Iginla : 2003-2004

## Records individuels
- Plus de buts en une saison : Lanny McDonald, 66 (1982-83)
- Plus de passes en une saison : Kent Nilsson, 82 (1980-81)
- Plus de points en une saison : Kent Nilsson, 131 (1980-81) (49B, 82A)
- Plus de minutes de pénalité en une saison : Tim Hunter, 375 (1988-89)
- Plus de points en une saison par un défenseur : Al MacInnis, 103 (1990-91) (28B, 75A)
- Plus de points en une saison par un centre : Kent Nilsson, 131 (1980-1981) (49B, 82A)
- Plus de points en une saison par un ailier droit : Joe Mullen, 110 (1988-1989) (51B, 59A)
- Plus de points en une saison par un ailier gauche : Gary Roberts, 90 (1991-1992) (53B, 37A)
- Plus de points en une saison par une recrue : Joe Nieuwendyk, 92 (1987-88) (51B, 41A)
- Plus de victoires en une saison : Miikka Kiprusoff, 42 (2005-06)
- Plus de blanchissages en une saison : Miikka Kiprusoff, 10 (2005-06)
- Plus de buts en une saison pour un défenseur recrue : Dion Phaneuf, 20 (2005-06)
- Plus de buts en un match : Joe Nieuwendyk, 5 (11 janvier 1989)
- Plus de passes en un match : Guy Chouinard, 6 (25 février 1981) et Gary Suter, 6 (4 avril 1986)
- Plus de points en un match : Sergueï Makarov, 7 (25 février 1990) (2B, 5A)

### Numéros retirés
À l'heure actuelle, trois anciens joueurs des Flames ont vu leur numéro retirés.
| No  | Joueur           | Position       | Carrière  | Date du retrait |
| --- | ---------------- | -------------- | --------- | --------------- |
| 9   | Lanny McDonald   | Ailier droit   | 1974-1989 | 17 mars 1990    |
| 12  | Jarome Iginla    | Ailier droit   | 1996-2018 | 2 mars 2019     |
| 30  | Michael Vernon   | Gardien de but | 1981-2002 | 7 février 2007  |
| 34  | Miikka Kiprusoff | Gardien de but | 2003-2013 | 2 mars 2024     |
| 99* | Wayne Gretzky    | Centre         | 1978-1999 | 6 février 2000  |

* Numéro retiré pour toutes les équipes par la LNH lors du 50e Match des étoiles.

### Numéros honorés
| No | Joueur      | Position  | Carrière  |
| -- | ----------- | --------- | --------- |
| 2  | Al MacInnis | Défenseur | 1981-2004 |